# 邢福增
邢福增（英語：Ying Fuk-tsang，1966年1月28日—）是宗教史的學者，從事中國基督教及當代中國政教關係研究多年，2014年8月至2020年7月間，任香港中文大學崇基學院神學院院長。2023年12月底自中文大學退休。

## 簡歷
邢福增是土生土長的香港人，祖籍海南文昌文教鎮，早年就讀中華基督教會灣仔堂基道小學（1971年小一至1977年小六）、天主教新民書院（1982年中五畢業）和新法書院（1983年中六預科畢業）。1983年入讀香港中文大學，主修歷史，1987年獲得文學士。1989年在中學任教。畢業後繼續研究中國教會史，1989年獲得香港中文大學研究院歷史學部的哲學碩士學位，論文為《晚清中國基督徒對宗教信仰與文化環境的調適（1860-1911）》，指導老師為王爾敏教授。1995年獲得香港中文大學研究院歷史學部的哲學博士學位，論文為《基督敎救國：徐謙、馮玉祥、張之江》，指導老師為劉義章博士及梁元生博士。邢氏專研當代中國政教關係、中港基督教史及當代中國基督教發展。邢氏信奉基督教，於1987年在循道衛理安素堂受洗，並於1999年成為循道衛理聯合教會的義務教士。
1993年至2004年，邢氏任職香港建道神學院副教授，兼任基督教與中國文化研究中心主任。2004年，邢氏轉職香港中文大學，任香港中文大學文化與宗教研究系教授，宗教與中國社會研究中心副主任、崇基神學院教授（龐萬倫基督教與中國文化教席）、崇基神學院當代基督宗教教學資源中心主任，2014年起出任崇基神學院院長，2020年7月底卸任。他並兼任香港基督教循道衛理聯合教會義務教士。

### 關注中國地下教會及宗教自由議題
邢福增關注中國內地的地上和地下教會的處境，以及宗教政策的改變。在1990年代曾寫過幾本有關內地政教關係的書，其中以1999年出版的《當代中國政教關係》最有名，內容提及中共的宗教政策，是基於「消滅、打擊、控制」等原則，批判中國政治對神學思想的約制。2015年起，特別關注中國內地拆十字架事件對政教關係的影響。
2020年9月，蘋果日報報導，經中國官方經教育部門編輯審核委員會審定之教科書《職業道德與法律》，將約翰福音第八章中耶穌赦免淫婦的故事，把整個故事扭曲成耶穌用石頭掟死淫婦，引起不少教徒不滿，邢福增亦有關注事件，批評篡改聖經非常過份。

## 逸事
2016年4月，邢福增在臉書表明：如果電影《十年》獲得第35屆香港電影金像獎的「最佳電影」獎，他便會戒吃肉一個月，結果該片獲獎，他亦守諾吃素一個月。

## 曾獲獎項
- 神學院最佳教學獎（2014）
- 基督教金書獎最佳編輯〔非系列〕（2013）
- 香港中文大學「校長模範教學獎」（2010，2022）

## 個人生活
邢福增已婚，和太太育有兩名兒子。

## 著作

### 出版書籍
- 邢福增：《我城哀歌．時代福音》。香港：德慧文化，2019。ISBN 9789887889076
- 邢福增：《新時代中國宗教秩序與基督教》。香港：德慧文化，2019。ISBN 9789887889021
- 邢福增：《變局下的徘徊：從戰後到後九七香港教會社關史論》。香港：印象文字，2018。ISBN 9789624575705
- 邢福增：《被擄的記憶：選民+遺民》。香港：香港研道社，2017。ISBN 9789881424433。
- 邢福增：《中國乎？本土兮！身分認同的十字架》。香港：印象文字，2016。ISBN 9789624575286。
- 邢福增：《世界不配有的人》。香港：研道社，2015。ISBN 9789881424426。
- 邢福增：《王明道的最後自白》。邢福增編著，王明道遺稿。香港：基道書樓，2013。ISBN 9789624574524。
- 邢福增：《此世與他世之間：香港基督教墳場的歷史與文化》。香港：基督教文藝出版社，2012。ISBN 9789622941342。
- 邢福增、劉紹麟：《天國．龍城：香港聖公會聖三一堂史（1890-2009）》。香港：基督教中國宗教文化研究社，2010。ISBN 9789627706243。
- 邢福增：《基督教在中國的失敗？──中國共產運動與基督教史論》。香港：漢語基督教文化研究所，2008，2012增訂版。ISBN 9789628911356。
- 邢福增：《新酒與舊皮袋：中國宗教立法與宗教事務條例解讀》。香港：香港中文大學出版社，2006。ISBN 9789889713508。
- 邢福增：《反帝‧愛國‧屬靈人──倪柝聲與基督徒聚會處研究》。香港：基督教中國宗教文化研究社，2005。
- 邢福增：《香港基督教史研究導論》。香港：建道神學院，2004。ISBN 9789627997665。
- 邢福增：《尋索基督教的獨特性──趙紫宸神學論集》 。香港：建道神學院，2003。ISBN 9789627997610。
- 邢福增：《願你的國降臨──戰後香港「基督教新村」的個案研究》 。香港：建道神學院，2002。ISBN 9789627997511。
- 邢福增：《中國基要主義者的實踐與困境──陳崇桂的神學思想與時代》 。香港：建道神學院，2001。
- 邢福增：《當代中國政教關係》。香港：建道神學院，1999。ISBN 9789627997337。
- 邢福增：《書心國是──「理想與現實」間的家國情懷 》 。香港：建道神學院，1998。
- 邢福增、梁家麟：《中國祭祖問題》。香港：建道神學院，1997。ISBN 9789627997214。
- 邢福增：《基督信仰與救國實踐──二十世紀前期的個案研究》 。香港：建道神學院，1997。
- 邢福增、梁家麟：《五十年代三自運動的研究》 。香港：建道神學院，1996。ISBN 9789627997139
- 邢福增：《文化適應與中國基督徒（1860-1911）》 。香港：建道神學院，1995。

### 編纂書籍
- 邢福增編：《吳耀宗全集第三卷：抗戰後期及國共內戰時期（1942–1949）》。香港：香港中文大學出版社，2018。ISBN 9789629967673 。
- 邢福增編：《吳耀宗全集第二卷：九一八至太平洋戰爭前夕（1932-1941）》。香港：香港中文大學出版社，2017。ISBN 9789629967666。
- 吳耀宗著，邢福增編注：《社會福音．沒有人看見過上帝》。「漢語基督教經典文庫集成」。新北：橄欖華宣，2016。ISBN 9789575568399。
- 邢福增編：《吳耀宗全集第一卷：早期思想（1909–1931）》。香港：香港中文大學出版社，2016。ISBN 9789629967659。
- 邢福增編：《人言我為誰乎：盧龍光院長榮休紀念文集》。香港：基督教文藝出版社，2014。ISBN 9789622942257。
- 何光滬、卓新平著，邢福增編：《當前中國社會政治處境下的宗教研究》。香港：崇基學院宗教與中國社會研究中心，2014。ISBN 9789881670311。
- 吳耀宗著，邢福增編注：《黑暗與光明》。「漢語基督教經典文庫集成」。新北：橄欖華宣，2012。ISBN 9789575566913。
- 邢福增、李凌瀚編：《潮汕社會與基督教史論》。汕頭：汕頭大學出版社，2012。ISBN 9787565808586。
- 邢福增編：《大時代的宗教信仰：吳耀宗與二十世紀中國基督教》。香港：基督教中國宗教文化研究社，2011。ISBN 9789627706267。

### 學術文章
- "Liu Xiaobo and His Metaphor of Cross: An Intellectual Journey of a Post-Tiananman Dissident." in Year Book of Chinese Theology 2017. ed. by Paulos Z. Huang. Leiden: Brill, 2017, 51-71 .
- 〈中國基督教史的1949年分界〉。黃文江等主編。《恆與變之間──1949年以來中國基督教史論集》。香港：建道神學院，2017，頁3至39。
- 〈創新宗教管理，還是強化宗教控制？──評《宗教事務條例修訂草案（送審稿）》〉。《宗教與法治》。第10期（2016年冬），頁13至27。
- 〈基督教與共產主義的調和──試論中共建國後吳耀宗的思考及其實踐困境〉。《道風：基督教文化評論》，第45A期特別號（2016年12月），頁249至296。
- "Voices from the Bamboo Curtain: A Study of the Audience Response to the Christian Broadcasting in Maoist China (1959-1968)." in Unfinished History: Christianity and the Cold War in East Asia. ed. by Philip L. Wickeri. Leipzig: Evangelische Verlagsansta lt, 2016. 111-131.
- 〈拆十字架的政治─浙江省「三改一拆」運動的宗教－政治分析〉。《道風：基督教文化評論》，期44（2016年1月）。25-61。
- 〈滕近輝與八十年代初香港福音派的政教挑戰〉。《建道學刊》，期45（2016年1月）。53-76。
- 〈與社會主義共舞的福音派─汪維藩對中國政教關係的思考與實踐〉。姚西伊、宋軍編。《更夫志．赤子心：汪維藩思想與事工之研究》。香港：基督教中國宗教文化研究社，2015。205-243。
- "Bishop Hall and the Christian Study Centre on Chinese Religion." in Christian Encounters with Chinese Culture: Essays on Anglican and Episcopal History in China. ed. by Philip L. Wickeri. Hong Kong: Hong Kong University Press, 2015. 65-78.
- 〈戰後香港（1950-1960年代）基督教文字事業的發展與評檢〉。黃文江等編。《變局下的西潮：基督教與中國的現代性》。香港：建道神學院，2015。543-565。
- 〈中共建國初期吳耀宗的神學再思，1949-1954〉。《漢語基督教學術論評》。期18（2014年12月）。87-126。
- "The CPC's Policy on Protestant Christianity, 1949-1957: An Overview and Assessment." in Journal of Contemporary China (Abingdon: Routledge) 23:89 (Sept. 2014): 884-901.
- "Striving to Build Civic Communities: Four Types of Protestant Churches in Beijing" Fuk-tsang Ying, Yuan Hao & Siu-lun Lau, in Review of Religion and Chinese Society (Boston: Brill) 1:1(April 2014): 78-103. 中文：〈建構中的「公民共同體」─ 北京基督教會個案研究〉。與袁浩、劉紹麟合著。楊鳳崗、高師寧、李向平編。《田野歸來（下）：中國宗教與社會研究：道德與社會》。新北：台灣基督文藝，2016。45-83。
- 〈戰前香港基督教文字事工研究（1842-1941）〉。國家宗教事務局宗教文化研究中心編。《基督教與中國文化》。北京：宗教文化，2013。224-250。
- 〈擴張境界—香港島基督教發展的區域布局（1842-1941）〉。黃文江等編。《法流十道：近代中國基督教區域史研究》。香港：建道神學院基督教中國文化研究中心，2013。23-46。
- 〈吳耀宗的生平、思想與時代〉。《黑暗與光明》。吳耀宗著，邢福增編注。新北：橄欖華宣，2012。xii-lix。
- "Evangelist at the Gate: Robert Morrison's Views on Mission." in Journal of Ecclesiastical History (London: Cambridge University Press) 63:2 (April 2012): 306-330.
- 〈香港開埠初期的潮語教會（1842-1860）〉。邢福增、李凌瀚主編。《潮汕社會與基督教史論》。汕頭：汕頭大學出版社，2012。170-184。
- 〈「愛國」與「愛教」─中共建國前後吳耀宗對政教關係的理解〉。邢福增主編。《大時代的宗教信仰：吳耀宗與二十世紀中國基督教》。香港：基督教中國宗教文化研究社，2011。465-506。
- "Zhang Zhijiang: Faith and Work in Action of a Christian General." in Salt and Light: Lives of Faith That Shaped Modern China vol. III ed. by Carol Lee Hamrin. Eugene, Oregon: Pickwick Pub., 2011, 81-92.
- 〈烈火洗禮中的基督教─抗戰時期吳耀宗對基督教與共產主義關係的探索〉。李金強等主編。《烈火中的洗禮─抗日戰爭時期的中國教會（1937-1945）》。香港：建道神學院基督教與中國文化研究中心，2011。39-70。
- "Mainland China." in Christianities in Asia ed. by Peter C. Phan. (Chicester: Wiley-Blackwell Pub., 2011), 149-170.
- "New Wine in Old Wineskins: an Appraisal of Religious Legislation in China and the Regulations on Religious Affairs of 2005." in Secularization, Four-Volume Set, ed. by Bryan S Turner (UK, Sage Pub. Ltd, 2010), Vol. 4, 311-432.
- 〈革命時代的反革命：基督教「王明道反革命集團」案始末考〉。《中央研究院近代史研究所集刊》。期67（2010年3月）。97-147。
- 〈民間組織政策與中國基督教〉。《二十一世紀雙月刊》。期118（2009年8月）。26-37。
- "The Regional Development of Protestant Christianity in China: 1918, 1949 and 2004," China Review (Hong Kong: CUHK Press), 9:2 (Fall, 2009): 63-97.
- 〈政教關係〉。羅金義、鄭宇碩主編。《中國改革開放三十年：變與常》。香港：城市大學出版社，2009。313-328。
- "Fan Zimei: Tradition and Modernity," in Salt and Light: Lives of Faith That Shaped Modern China ed. by Carol Lee Hamrin (Eugene, Oregon: Pickwick Pub., 2009), 64-78.
- "Mutual Adaptation to Socialism: TSPM and Church-State Relations," in Concilium: International Review of Theology (London: SCM Press) 2008:2 (June 2008): 71-87. Special Issue: China and Christianity: A New Phase of Encounter?
- 反帝愛國與宗教革新─論中共建國初期的基督教〈革新宣言〉〉。《中央研究院近代史研究所集刊》。期56（2007年6月）。91-141。